# Qosmio

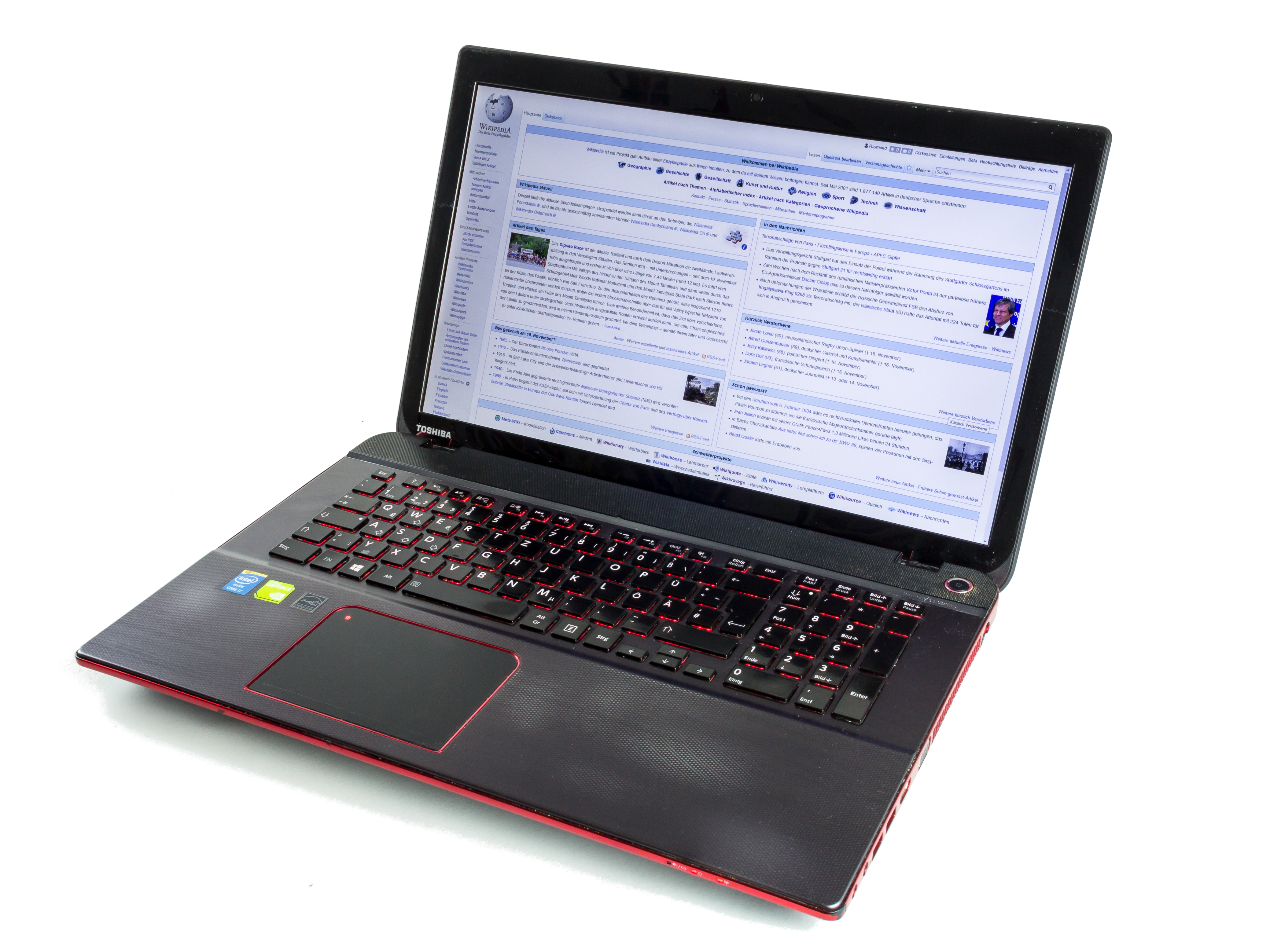
Toshiba Qosmio X70-A

Qosmio è una linea Toshiba di portatili.
I modelli attuali si distinguino dalla loro scocca nera in policarbonato satinata.
Sono disponibili con processori Intel Pentium M (alcune con Core duo) e Schede grafiche Nvidia.
Alcuni modelli utilizzano il S.O: Windows Media Center.
- Il Toshiba Qosmio G35-AV650 è il primo portatile con un lettore HD DVD.
- La linea Qosmio G35  ha anche la funzione Digital Video Recorder (DVR) e possiede infatti un sintonizzatore TV integrato.